# Txekà
|  | «txeca» redirigeix aquí. Vegeu-ne altres significats a «txeca (Espanya)». |

La Txekà (forma transcrita) o, adaptat al català, Txeca (del rus: ЧК - чрезвыча́йная коми́ссия Vserossiiskaisa txrezvitxainaia komissiia, Comissió Extraordinària) va ser la primera d'una sèrie d'organitzacions de seguretat de l'estat soviètiques. Va ser creada el 20 de desembre de 1917, a partir d'un decret publicat per Vladímir Lenin, i posteriorment portat a terme per l'aristòcrata convertit al comunisme Fèlix Dzerjinski. Cap a la fi de l'any 1918 s'havien creat centenars de comitès de la Txekà en diverses ciutats i a diversos nivells, incloent-hi Txeques d'óblast, gubèrnia, raion, uiezd i vólost, amb Comissionats Extraordinaris per Raion i Vólost. Diversos milers de dissidents, desertor i d'altra gent van ser detinguts, torturats o executats pels diversos grups de la Txekà. A partir de 1922 els grups de la Txekà van patir una sèrie de reorganitzacions, juntament amb l'NKVD, els membres de la qual seguirien sent anomenats "Txekisti" (txequistes) fins a la dècada de 1980. Amb l'ascens de Vladímir Putin al poder, tornà a sorgir la referència de txequistes als membres del FSB, particularment entre els opositors a Putin i sovint amb connotacions negatives.
Des de la seva creació, la Txekà va ser un braç important militar i de seguretat del govern bolxevic. El 1921 les Tropes per la Defensa Interior de la República (rus: Внутренние войска Министерства внутренних дел) comptava amb 200.000 efectius. Aquestes tropes controlaven els camps de treballs forçats, dirigien el sistema dels Gulags, portaren a terme les requises de menjar, sotmetien a tortura i executaven els oponents polítics i esclafaven rebel·lions i revoltes de treballadors o pagesos i motins entre les tropes de l'Exèrcit Roig.

## Nom
El nom de l'agència era originàriament «Comissió Extraordinària de Totes les Rússies per Combatre la Contrarevolució i el Sabotatge» (rus: Всероссийская чрезвычайная комиссия по борьбе с контрреволюцией и саботажем; transliterat: Vserossiiskaia txrezvitxainaia komissiia po bor'bie s kontrrevoluiutsioei i sabotajem), però va ser abreujat a "Txekà" o VTxekà". El 1918 el nom va ser modificat en «Comissió Extraordinària de Totes les Rússies per combatre la Contrarevolució, el Mercantilisme i la Corrupció».
Un membre de la Txekà era anomenat txekista. El terme txekista, a més, es referí a la policia secreta soviètica durant tot el període soviètic, malgrat els canvis de denominació que van haver durant els anys. A Arxipèlag Gulag, Aleksandr Soljenitsin recorda que els zeks dels camps de treball feien servir el terme vell txekista com una «marca d'estimació especial» pels administradors dels camps particularment experimentats. El terme encara es fa servir a Rússia actualment: per exemple, el President Vladímir Putin ha estat referint als mitjans russos com un txekista a causa de la seva carrera al KGB.
Els txekistes habitualment vestien amb pells negres, incloent-hi abrics llargs, que es convertiren en els seus abrics distintius. Els comunistes occidentals adoptaren la seva manera de vestir.

## Història

### Creació

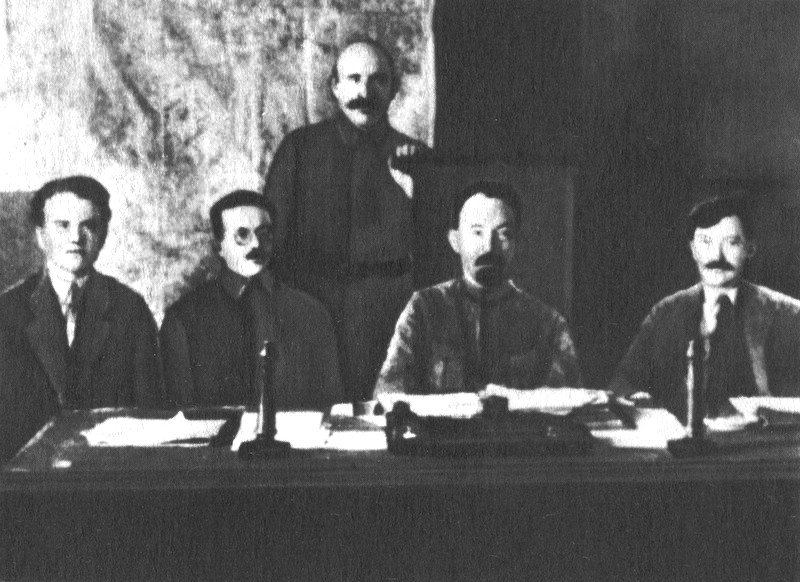
Membres del presídium de la VTxeKa (d'esquerra a dreta): Iakov Peters, Jósef Unszlitxt, A. Ya. Belenky (dret), Felix Dzerjinski i Viatxèslav Menjinski, 1921.

Durant el primer mes i mig després de la Revolució d'Octubre de 1917, el Comitè Militar Revolucionari (o VRK) rebé la missió "d'extingir la resistència dels explotadors". Representava un cos temporal que treballava sota les directives del Consell de Comissaris del Poble (el Sovnarkom) i del Comitè Central del POSDR (b). El VRK creà nous organismes de govern, organitzà el lliurament de menjar a les ciutats i a l'Exèrcit, requisà productes de la bourgeoisie, i envià emissaris i agitadors a les províncies. Una de les seves funcions més importants va ser la seguretat de l'ordre revolucionari i la lluita contra l'activitat contrarevolucionària.
L'1 de desembre de 1917, el Comitè Central Executiu de Totes dels Rússies (VYsIK o TsIK) revisà una proposta sobre una reorganització del VRK, així com una possible substitució. El 5 de desembre, el VRK de Petrograd publicà l'anunci de la dissolució i traspàs de funcions al departament del TsIK de la lluita contra els "contrarevolucionaris". El 6 de desembre, el Sovnarkom dissenyà una estratègia per com convèncer els treballadors del govern per travessar Rússia. Decidiren que calia una comissió especial per implementar mesures revolucionàries amb més energia. Felix Dzerjinski va ser nomenat Director, i convidà a V. K. Averin, V. N. Vasilevski, D. G. Ievseiev, N. A. Jidelev, I. K. Ksenofontov, G. K. Ordjonikidze, Ya. Kh. Peters, K. A. Peterson i V. A. Trifonov perquè hi participessin.

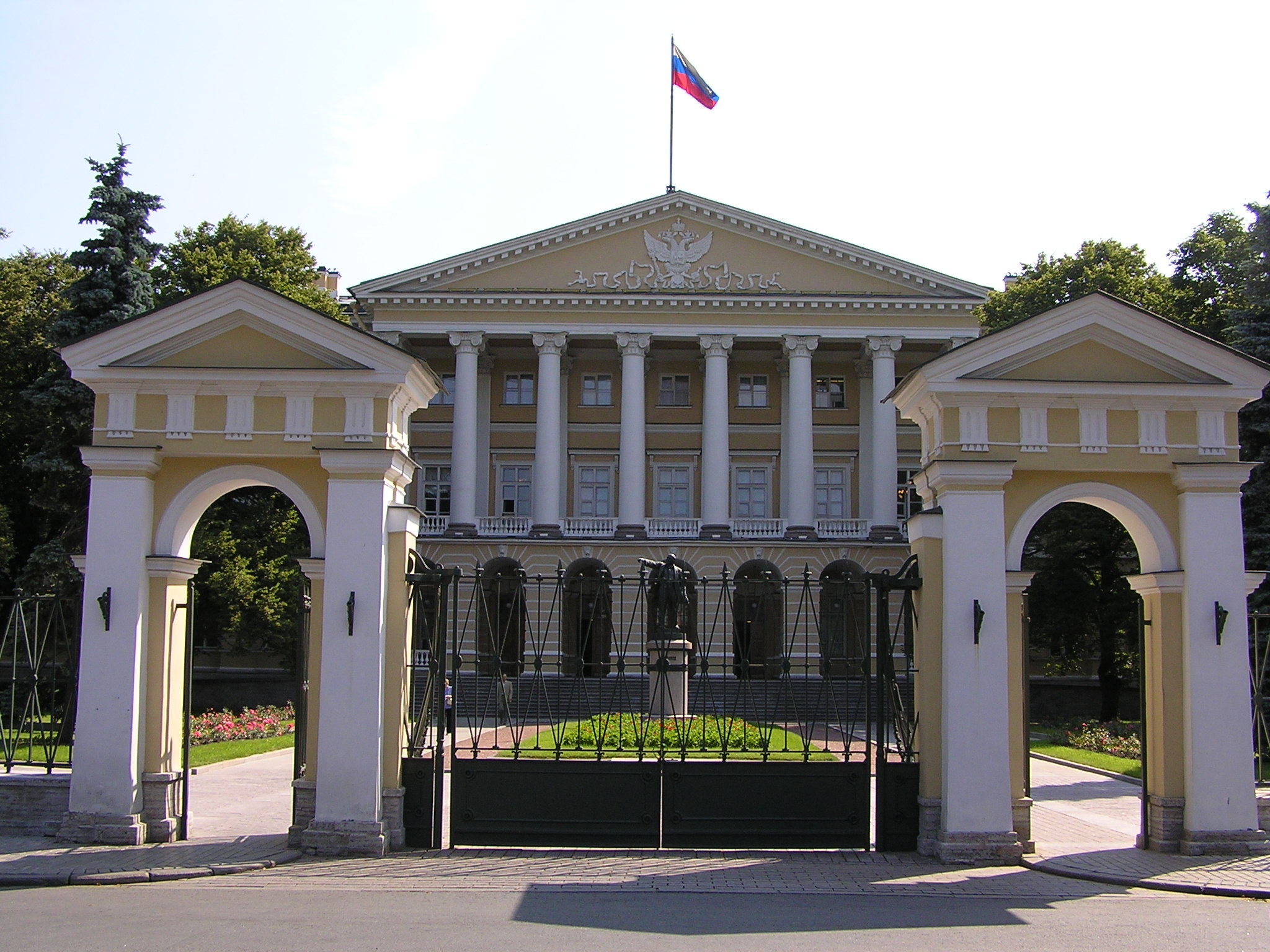
L'Institut Smolni, seu del govern soviètic al 1917

El 7 de desembre de 1917, tots llevat Jidelev i Vasilevski es reuniren a l'Institut Smolni per discutir les competències i l'estructura de la comissió per combatre la contrarevolució i el sabotatge. Les obligacions de la comissió eren:
liquidar d'arrel totes les activitats contrarevolucionàries i de sabotatge i tots els seus intents a tota Rússia, lliurar tots els contrarevolucionaris i sabotejadors als tribunals revolucionaris, desenvolupar mesures per combatre'ls i per aplicar-les al món real. La comissió només ha de dur a terme una investigació preliminar.
La comissió també hauria d'observar la premsa i els partits contrarevolucionaris, sabotejadors i d'altres criminals. Es decidí crear tres seccions: informació, organització i una unitat per combatre la contrarevolució i el sabotatge. Al final de la reunió, Dzerjinski informà al Sovnarkom la informació demanada. La comissió va ser autoritzada a aplicar mesures de repressió com la "la confiscació i privació de cartilles de racionament, la publicació de llistes d'enemics del poble, etc." Aquell dia, el Sovnarkom confirmà oficialment la creació de la VTxeKa. La comissió va ser creada no sota el VTsIK com anteriorment s'havia anticipat, sinó que sota el Consell dels Comissaris del Poble.
El 8 de desembre de 1917 se substituí a diversos dels membres originals de la VTxekà. Averin, Ordjonikidze i Trifonov van ser substituïts per V.V. Fomin, S.E. Ixtxukin, Iliin i Txernov. En la reunió del 8 de desembre, s'elegiren els 5 membres que formarien la presidència, encapçalada per Dzerjinski. La qüestió de l'especulació va ser discutida en aquella mateixa reunió, sent assignada a Peters perquè es dirigís i informés amb els resultats en una de les properes reunions de la comissió. Una circular, publicada el 15 de desembre de 1917, donava l'adreça del primer quarter general de la VTxekà a "Gorokhovaia 2, 4t pis, Petrograd". L'11 de desembre, Formin va rebre l'ordre d'organitzar una secció per eliminar l'especulació. El mateix dia, la VTxeKa oferí a Ixtxukin que portés a terme detencions de falsificadors.
El gener de 1918 es creà una subsecció de l'esforç contrarevolucionari per oficials de policia bancària. L'estructura de la VTxeKa canviava repetídament. Al març de 1918, quan l'organització es traslladà a Moscou, estava formada per les següents seccions: contra els contrarevolucionaris, especulació, no residents i reunió d'informació. En el periòde de 1918 a 1919 s'havien creat algunes unitats: operativa secreta, investigació, transport, militar (especial), operativa i instrucció. El 1921 tornà a canviar, formant les següents seccions: directori d'afers, administrativa-organitzativa, operativa secreta, econòmica i afers exteriors.

### Primers mesos
En els seus primers mesos d'existència, la VTxeKa només estava formada per 40 oficials. Comandava un equip de soldats, el regiment Sveaborgeski, així com un grup de Guàrdies Rojos. El 14 de gener de 1918, el Sovnarkom ordenà a Djerjinski que organitzés equips de mariners "enèrgics i ideològics" per combatre l'especulació. Durant la primavera de 1918, la comissió disposava de diversos equips. A més de l'equip Sveaborge, disposava d'un equip d'intel·ligència, un equip de mariners i un equip d'assalt. Durant l'hivern de 1917-18, totes les activitats de la VTxekà estaven centralitzades principalment a la ciutat de Petrograd. Era una més de les moltes altres comissions del país que lluitaven contra els contrarevolucionaris, l'especulació, el bandidatge i d'altres activitats percebudes com a crims. Entre altres organitzacions s'inclouen el Bureau de Comissaris Militars i una comissió d'investigació de l'Exèrcit i la Marina per atacar els elements contrarevolucionaris a l'Exèrcit Roig, a més de la Comissió Central per lluitar contra l'especulació. La investigació de la contrarevolució o de les principals ofenses criminals era conduïda per la Comissió Investigadora del Revtribunal. Les funcions de la VTxeKa estaven molt relacionades amb la comissió de Vladímir Bontx-Bruievitx, que a la lluita contra els pogroms se li encarregà la investigació de les principals ofenses polítiques.

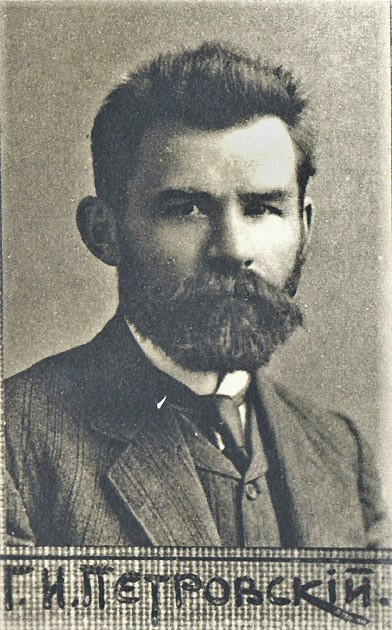
Grigori Petrovski

Tots els resultats de les seves activitats havien de ser enviats a la Comissió d'Investigació del Revtribunal o abandonar el cas. El control de les activitats de les comissions provenia del Comissariat del Poble de Justícia (el Narkomjust, llavors presidit per Isidor Steinberg) i per Afers Interns (NKVD, llavors encapçalat per Grigori Petrovski). Encara que la VTxeKa oficialment era una organització independent de l'NKVD, els seus membres principals (com Dzerjinski, Latsis, Unszlitxt i Uritski) des de novembre de 1917 formaren la col·legiata de l'NKVD encapçalada per Petrovski. El novembre de 1918, Petrovski va ser nomenat president de tot el Comitè Militar Revolucionari Central de Tota Ucraïna, durant l'expansió de la VTxekà a les províncies i al front. En el moment de lluita política entre els bolxevics i el SRs (gener de 1918), els Social-Revolucionaris d'Esquerra intentaren retallar els drets de la VTxeKa i establir un control de la seva tasca mitjançant el Narkomiust. Després de fracassar en intentar subordinar la VTxekà al Narkomiust, els Social-Revolucionaris d'Esquerra intentaren aconseguir el control de la Comissió Extraordinària de manera diferent. Demanaren que el Comitè Central del partit tingués garantit el dret a nomenar directament els seus representants a la VTxekà. El Sovnarkom reconegué la conveniència d'incloure 5 representants de la facció Social-Revolucionària d'Esquerra del VTsIK. Se'ls garantí un càrrec de vicepresident de la VTxeKa. Malgrat això, el Sovnarkom, on la majoria dels seus representants eren membres del RSDLP(b) van mantenir el dret d'aprovar els membres del col·legi de la VTxekà.
Originàriament, els membres de la Txekà eren exclusivament bolxevics; malgrat això, el gener de 1918, els Social-Revolucionaris d'Esquerra també s'uniren a l'organització; però aquell mateix any més tard serien expulsats o detinguts, després de l'intent d'assassinat de Lenin per una membre de la facció, Fanni Kaplan.

### Consolidació de la VTxeKa i establiment nacional
A final de gener de 1918, la Comissió d'investigació del Soviet de Petrograd (possiblement com a Revtribunal) demanà al Sovnarkom de delineés el paper dels orgues de detenció i investigació judicial. Oferí deixar, per la VTxeKa i la Comissió de Bontx-Bruievitx, només les funcions de detenció i supressió, mentre que les funcions d'investigació se'ls transferien completament. La Comissió d'Investigació va prevaldre. El 31 de gener de 1918, el Sovnarkom ordenà rellevar a la VTxeKa de les funcions d'investigació, deixant per a la comissió només les funcions de detenció, supressió i prevenció. En la reunió del Consell de Comissaris del Poble del 31 de gener de 1918, es proposà una fusió de la VTxeKa i de la Comissió Bontx-Bruievitx, ca l'existència d'ambdues comissions, la VTxeKa del Sovnarkom i la Comissió Bontx-Bruievitx del VTsIK, amb pràcticament les mateixes funcions i els mateixos drets, no era pràctica. La decisió es prengué dues setmanes més tard.
El 23 de febrer de 1918, la VTxeKa envià un radiotelegrama a tots els soviets amb la petició d'organitzar immediatament comissions d'emergència per combatre la contrarevolució, el sabotatge i l'especulació, si aquestes comissions no havien estat encara organitzades. Al febrer de 1918 es crearen les Comissions Extraordinàries locals. Una de les primeres que es fundà va ser la Txekà de Moscou, mentre que en altres ciutats s'anaven creant seccions i comissariats per combatre la contrarevolució. Les Comissions Extraordinàries van sorgir, normalment en zones en què hi havia els majors greuges de la situació política. El 25 de febrer de 1918, a mesura que l'organització contrarevolucionària "Unió dels del Front" avançava, el comitè executiu del Soviet de Saràtov formà una secció contrarevolucionària. El 7 de març de 1918, a causa del trasllat des de Petrograd a Moscou, es creà la Txekà de Petrograd. El 9 de març, una secció per combatre la contrarevolució es creà sota el comandament del Soviet d'Omsk. Progressivament es crearen comissions a Penza, Perm, Nóvgorod, Txerepovets, Rostov i Taganrog. El 18 de març, la VTxekà adoptà una resolució: "El Treball de la VTxeKa a escala de Totes les Rússies", supervisant la formació de les Comissions Extraordinàries segons el mateix model, i envià una carta que reclamava per l'establiment de la Txekà per combatre la contrarevolució, l'especulació i el sabotatge. Durant l'agost de 1918 es completà l'establiment de les Comissions Extraordinàries a nivell provincial. A la República Soviètica havien 38 Txeques a nivell de gubèrnies (Gubtxeks).
El 12 de juny de 1918, la Conferència de la Txekà de Totes les Rússies adoptà les "Provisions Bàsiques sobre l'Organització de Comissions Extraordinàries". Es proposà formar Comissions Extraordinàries no només a nivells d'óblast i gubèrnia, sinó que també als majors Uiezds. L'agost de 1918 ja existien 75 Comissions Extraordinàries a nivell d'Uiezd, i van ser fins a 365 a la fi de l'any. El 1918 la Comissió Extraordinària de Totes les Rússies i els Soviets aconseguiren establir un aparell local de la Txekà. Això incloïa Txeques a nivell d'óblast, gubèrnia, raion, uiezd i vólost, amb Comissionats Extraordinaris a nivell de Raion i Vólost. A més, les Txeques de seguretat fronterera estaven incloses al sistema de cossos de les txeques locals.
A la tardor de 1918 continuà la consolidació de la situació política, un moviment dirigit cap a l'eliminació de les Txeques a nivell d'uiezd, raion i vólost, així com que es considerà la institució de Comissions Extraordinàries. El 20 de gener de 1919, la VTsIK adoptà una resolució per la VTxeKa, "Sobre l'abolició de les Comissions Extraordinàries d'Uiezd". El 16 de gener la presidència de la VTxeKa adoptà l'esborrany sobre l'establiment del Politburó de la militsiia d'uiezd. Aquesta decisió va ser aprovada per la Conferència de la IV Comissió Extraordinària, celebrada a inicis de febrer de 1920.

### Altres tipus de Txekà

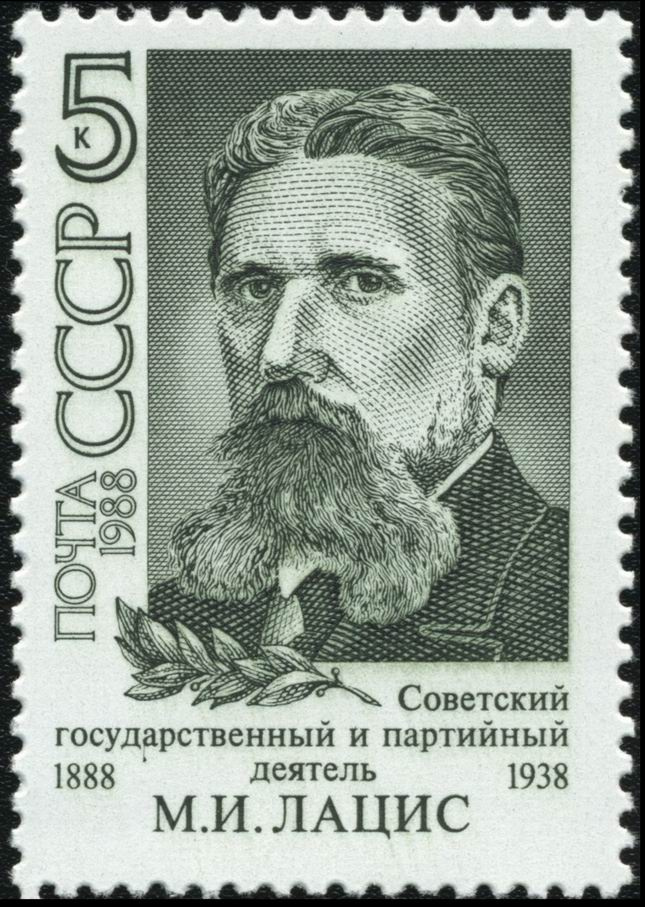
Martin Latsis, en un segell soviètic

El 3 d'agost es creà una secció de la VTxekà per combatre la contrarevolució, l'especulació i el sabotatge al ferrocarril. El 7 d'agost de 1918 el Sovnarkom adoptà un decret sobre l'organització de la secció ferroviària de la VTxeKa. Combatre la contrarevolució, especulació i els fets delictius als ferrocarrils passà a la jurisdicció de la secció ferroviària de la VTxeKa i de la Txekà local. L'agost de 1918 es formaren seccions ferroviàries sota les Gubtxeks. Formalment formaven part de les seccions no-residents, però de fet constituïen una divisió separada, molt autònoma en les seves activitats. Les Txeques tipus gubèrnia i óblast van mantenir la seva relació en les seccions de transport només en funcions de control i investigació.
L'inici d'una tasca sistemàtica d'orgues de la VTxeKa a l'Exèrcit Roig es remunta al juliol de 1918, el període de màxima tensió de la guerra civil i de lluita de classes al país. El 16 de juliol de 1918, el Consell de Comissaris del Poble formà la Comissió Extraordinària per combatre la contrarevolució al Front Txecoslovac (Oriental), encapçalat per. A la tardor de 1918 es formaren les Comissions Extraordinàries per combatre la contrarevolució al Front Meridional (Ucraïna). Als darreres dies de novembre, la Segona Conferència de Totes les Rússies de les Comissions Extraordinàries acceptaren una decisió a partir de l'informe d'I.N. Polukarov per establir a totes les línies del front i exèrcits seccions de la Txekà i garantir-les el dret per nomenar els seus comissionats a les unitats militars. El 9 de desembre de 1918, el col·legi (o presidei) de la VTxeKa havia decidit formar una secció militar, encapçalada per M. S. Kedrov, per combatre la contrarevolució a l'Exèrcit. A inicis de 1919, el control militar i la secció militar de la VTxeKa van fusionar-se en un únic cos, la Secció Especial de la República. Kedrov va ser nomenat president. L'1 de gener publicà una ordre per a establir la Secció Especial, on instruïa les agències perquè unissin els controls militars i les seccions militars de les Txekes per formar seccions de fronts, exèrcits, districtes militars i gubèrnies.
Al novembre e 1920 el Soviet de Treball i Defensa creà una Secció Especial de la VTxeKa per la seguretat fronterera de l'estat.
El 6 de febrer de 1922, després del IX Congrés dels Soviets de Totes les Rússies. La Txekà va ser dissolta pel VTsIK "amb expressions de gratitud per la seva tasca heroica". Va ser substituïda pel Directori Polític de l'Estat (GPU - Gosudarstvennoie Polititxeskoie Upravlenie), una secció de l'NKVD de la República Socialista Federada Soviètica de Rússia

## Operacions

### Supressió de l'oposició política
Formada inicialment per lluitar contra els contra-revolucionaris i els sabotejadors, així com contra els especuladors financers, la Txekà tenia les seves pròpies classificacions. Els contra-revolucionaris tenien les següents categories:
1. qualsevol civil o militar sospitós de treballar per la Rússia Imperial
2. famílies de funcionaris i/o voluntaris (nens inclosos)
3. el clergat
4. treballadors i camperols sospitosos de no donar suport al govern soviètic
5. tot aquell que posseís propietats privades valorades en més de 10.000 rubles

Com el seu nom implica, la Comissió Extraordinària tenia poders il·limitats i podia interpretar-los com volgués. No hi havia establerts procediments, excepte que se suposava que la Comissió enviava els detinguts als tribunals Militars-Revolucionaris si es trobaven fora d'una zona de guerra. Això els donava un marc d'interpretació molt ampli, car tot el país estava enfonsat en un caos absolut. Sota la direcció de Lenin, la Txekà realitzà detencions en massa, empresonaments i execucions d'enemics de poble. La Txekà afirmava que estaven senyalats com a "enemics de classe" com la burgesia o els membres del clergat; la primera repressió en massa organitzada comença contra els liberals i els socialistes de Petrograd a l'abril de 1918. Durant els mesos següents, 800 van ser detinguts i afusellats sense judici.
Malgrat això, en només un mes, la Txekà havia estès la seva repressió a tots els adversaris polítics del govern comunista, incloent-hi els anarquistes i d'altres grups de l'esquerra. L'11/12 d'abril de 1918, uns 26 centres polítics anarquistes de Moscou van patir atacs. 40 anarquistes van resultar morts per les forces de la Txekà, i uns 500 més van ser detinguts i empresonats després d'una batalla entre els dos grups. En resposta a la resistència anarquista, la Txekà orquestrà una venjativa campanya de repressió, detencions i execucions contra tots els contendents al govern bolxevic, en el qual es conegué com a "Terror Roig (Rússia)". El "Terror Roig", implementat per Dzerjinski el 5 de setembre de 1918, va ser descrit pel diari Kransaia Gazeta de l'Exèrcit Roig:
| « | Sense pietat, sense perdó, liquidarem els nostres enemics a centenars. Que en siguin milers, deixem que s'ofeguin en la seva pròpia sang. (...) Per la sang de Lenin i d'Uritski… que hagi inundacions de sang de la burgesia – més sang, tanta com sigui possible. | » |

Un bolxevic dels primers temps, Victor Serge va escriure al seu llibre "Memòries d'un revolucionari":
| « | Des de les primeres matances de presoners rojos per part dels blancs, els assassinats de Volodarski i Uritski i l'intent contra Lenin (a l'estiu de 1918), el costum de detenir i, sovint, assassinar ostatges ha esdevingut generalitzat i legal. Ja la Txekà, que va fer detencions massives de sospitosos, tendia a decidir el seu destí independentment, sota control formal del Partit, però en realitat sense coneixement de ningú. El Partit s'esforçà per anar amb homes incorruptibles, com l'antic convicte Dzerjinski, un idealista sincer, despietat però cavallerós, amb el perfil d'un inquisidor: front alt, nas de ganxo, barba desendreçada, i una expressió de cansament i austeritat. Però el Partit tenia pocs homes d'aquest aspecte i moltes Txeques. Crec que la formació de les txeques va ser un dels errors més greus i més inadmissibles que els líders bolxevics van cometre al 1918 quan conxorxes, bloqueigs i intervencions els feien perdre els seus líders. Totes les proves indiquen que els tribunals revolucionaris, funcionant a la llum del dia i admetent el dret a la defensa, haguessin mantingut la mateixa eficiència amb menys abusos i depravació. Va ser necessari tornar als procediments de la Inquisició? | » |

La Txekà també actuà contra l'Exèrcit Negre anarquista de Nèstor Makhnò a Ucraïna. Després que l'Exèrcit Negre hagués acomplert el seu propòsit d'ajudar l'Exèrcit Roig en aturar els Blancs d'Anton Denikin, el govern comunista soviètic decidí eliminar les forces anarquistes. Al maig de 1919, dos agents de la Txekà enviats per assassinar Makhno van ser detinguts i executats.
Moltes víctimes de la repressió de la Txekà eren "ostatges burgesos" i segrestats i mantinguts preparats per ser executats sumàriament en represàlia per qualsevol acció contrarevolucionària. El dictat de Lenin era: «Val més detenir cent persones innocents que arriscar-se que un enemic vagi lliure.» Això assegurava que les detencions massives i indiscriminades eren part integral del sistema.
Va ser durant el període del Terror Roig (Rússia) que la Txekà, esperant evitar el final sanguinolent de tenir víctimes mig mortes gemegant a terra, desenvolupà una tècnica d'execució coneguda posteriorment amb els mots alemanys de "Nackenschuss" o "Genickschuss", consistent en un tret al nuca que causava una sangada mínima i la mort instantània. El cap de la víctima era inclinat cap endavant, i el botxí disparava cap avall a boca de canó. Aquest mètode esdevindria l'habitual emprat posteriorment per l'NKVD per executar les víctimes de les purgues de Stalin.

### Persecució dels desertors
Es creu que va haver més de 3 milions de desertors de l'Exèrcit Roig entre 1919 i 1920. D'aquests, aproximadament 500.000 desertors van ser detinguts el 1919 i prop de 800.000 el 1920 per tropes del "Departament Punitiu Especial" de la Txekà, creat per castigar els desertors. Aquestes tropes eren emprades per repatriar a la força els desertors, per prendre i executar ostatges com a exemple. Durant el transcurs de la Guerra Civil, diversos milers de desertors van ser afusellats, una xifra comparable a la dels bel·ligerants durant la I Guerra Mundial.
El setembre de 1918, d'acord amb El llibre negre del comunisme, en només 12 óblasts de Rússia, 48.735 desertors i 7.325 «bandits» van ser detinguts, 1.826 van ser morts i 2.230 van ser executats. La identitat exacte d'aquestes persones és confusa pel fet que el govern bolxevic emprava el terme "bandit" per definir els criminals ordinaris i els adversaris polítics armats i desarmats, com els anarquistes.

## Nombre de víctimes
Les estimacions sobre les execucions de la Txekà varien molt. Les xifres més baixes són les que dona Martin Latsis, adjunt de Dzerjinski, limitant-se a la RSFS de Rússia pel període entre 1918-20:
- Pel període 1918-juliol de 1919, cobrint només les 20 províncies de la Rússia central:

al 1918: 6.300
al 1919: 2.089
Total: 8.389
- Període 1918-1919:

al 1918: 6,185
al 1919: 3,456
Total: 9,641
- Per a tot el període entre 1918-20:

entre gener i juny de 1918: 22
entre juliol i desembre de 1918: més de 6.000
entre 1918-20: 12.733
Els experts per un general es mostren d'acord que aquestes xifres semioficials són molt inferiors a les reals. L'historiador pioner del Terror Roig (Rússia) Sergei Melgunov afirma que això es va fer deliberadament per demostrar la humanitat del govern: per exemple, refuta l'afirmació feta per Latsis que només es realitzaren 22 execucions durant els primers sis mesos d'existència de la Txeca aportant proves que la xifra real va ser de 884 execucions. W. H. Chamberlain diu que "simplement és impossible creure que la Txekà només matés a 12.733 persones en tota Rússia al final de la Guerra Civil." Donald Rayfield es mostra d'acord, senyalant que "les proves senyalen que les xifres reals excedeixen enormement les oficials." Chamberlin diu que "l'estimació raonable i possiblement moderada de 50.000," mentre que d'altres donen xifres superiors a les 500.000 víctimes. Diversos senyalen que podrien haver estat fins a 250.000; i alguns creuen que és possible que hagués més gent assassinada per la Txekà que no pas els que van morir en combat.
El mateix Lenin semblava que no li impressionaven les xifres. El 12 de gener de 1920, mentre que es dirigia al sindicat de caps de comerç, afirmà:
«No hem dubtat en matar milers de persones, i no dubtarem; i salvarem el país.»
El 14 de maig de 1921, el Politburó, presidit per Lenin, acceptà una moció ampliant els drets de la Txekà amb relació a l'ús de la pena de mort.

## Atrocitats
Se sap que la Txekà va practicar la tortura. Segons els comitès de la Txekà de diverses ciutats, els mètodes incloïen: ser escorxat viu, arrencat el cuir cabellut, "coronat" amb filferro de pues, empalat, crucificat, penjat, apedregat fins a la mort, lligat a taules i empès lentament en forns o tancs d'aigua bullent, o passat pel damunt de barrils plens de claus. Els txequistes tiraven aigua sobre els presoners nus al carrer durant l'hivern fins que esdevenien estàtues de gel vives. A d'altres se'ls va trencar el cap fent-los girar el coll fins que se'ls trencava. Els destacaments xinesos de la Txekà posaven un tub de ferro al pit de la víctima, i dins del tub posaven una rata amb una xarxa de filferro, aplicant calor al tub, fins que la rata començava a rosegar els budells de la víctima intentant escapar. Les investigacions d'Anton Denikin descobriren cadàvers amb els pulmons, la boca i la gola plens de terra.
Les dones i nens també eren víctimes del terror de la Txekà. Les dones sovint eren torturades i violades abans de ser afusellades. Els nens entre els 8 i els 13 anys eren empresonats i ocasionalment executats.
Com a resultat d'aquesta violència absoluta, molts txekistes van acabar amb trastorns psicòpates, amb Nikolai Bulkharin afirmant que "la professió de txekista era un risc laboral". Molts s'endurien per a les execucions amb grans dosis d'alcohol o mitjançant les drogues. Alguns desenvoluparen una sèrie d'eufemismes per referir-se al verb "matar" per tal de distanciar-se de les matances, com "disparar perdius", "segellar" una víctima o donar-li un "natsokal", l'onomatopeia de prémer el gallet.

## En la cultura popular
- La Txekà era una imatge popular al cinema i a la literatura soviètics. En part això va ser degut al romanticisme vers l'organització durant el període postestalinista; i també perquè oferien una plantilla d'acció/detecció.
- A Espanya, durant la Guerra Civil, els centres de detenció i tortura operats pels comunistes rebien el nom de txeques en honor de l'organització soviètica. Alphonse Laurencic en va ser el seu promotor, ideòleg i constructor.[34]